# Ashley Vázquez
Ashley Vázquez Sánchez (Gurabo, 8 gennaio 1993) è una pallavolista portoricana, nel ruolo di palleggiatrice.

## Biografia
È sposata col pallavolista Kevin Rodríguez e i due sono diventati genitori nel 2020.

## Carriera

### Club
La carriera di Ashley Vázquez inizia a livello scolastico nel Colegio Notre Dame. Per motivi di studio si trasferisce negli Stati Uniti d'America, dove gioca nel 2010 per la CSU Long Beach, nella Division I NCAA; tuttavia la permanenza in questa università dura solo un anno, così si trasferisce alla Arkansas, giocando sempre nel massimo torneo universitario della NCAA dal 2012 al 2013.
Nella stagione 2014 inizia la carriera professionistica con le Criollas de Caguas, prendendo parte alla Liga de Voleibol Superior Femenino e vincendo due scudetti consecutivi. Nella stagione 2015-16 si trasferisce nell'A1 Ethnikī greca, dove difende i colori del Markopoulo, che lascia nel gennaio 2016, per poter partecipare alla Liga de Voleibol Superior Femenino 2016 nuovamente con le Criollas de Caguas, che lascia nel mese di febbraio per approdare alle Changas de Naranjito.
Dopo aver iniziato la stagione 2017 con la franchigia di Naranjito, nel corso dell'annata approda alle Polluelas de Aibonito. Per il campionato 2018-19 gioca nuovamente all'estero, nella serie cadetta francese con l'Istres. Rientra quindi in patria per disputare la stagione 2020 con le Indias de Mayagüez, interrompendo la propria carriera al termine dell'annata per maternità.
Torna in campo per disputare la Liga de Voleibol Superior Femenino 2024 con le Cangrejeras de Santurce, vincendo lo scudetto: resta legata al club capitolino fino a metà della stagione seguente, quando viene svincolata.

## Palmarès

### Club
- Campionato portoricano: 3

2014, 2015, 2024